# Die Silberne Brücke
Das Kunstmärchen Die Silberne Brücke von Hertha Vogel-Voll erschien erstmals 1949/50 im  Verlag Louis Ehlermann, Dresden.

## Entstehungsgeschichte
Die Autorin arbeitete ab 1937, als sie den Text ihres Theaterstücks  „Verwunschen, verzaubert“ veröffentlichte, an einer Prosaübertragung ihres Märchenstücks, das wegen des Zweiten Weltkrieges erst 1948 in Dresden erfolgreich uraufgeführt wurde. Das Buch wurde 1949 vom Ehlermann-Verlag in Dresden erstmals verlegt.
1951/52 kam das Buch mit neuen Illustrationen von Erika Werner-Nestler im Peter-Paul-Verlag, Feldberg (Meckl.), heraus. 1956 wurde die Geschichte als Teil der Märchensammlung Das blaue Wunder im Altberliner Verlag Lucie Groszer verlegt. Die zweite Auflage dieses Märchenbuchs erfolgte 1958. Trotz Nachfrage wurde das Buch in der DDR nicht nachgedruckt. Ein letzter Versuch der 1975 verstorbenen  Autorin zu erneuter Veröffentlichung scheiterte 1972.
In den 1980er-Jahren sendete WDR 5 in der Kinderfunk-Sendung Lilipuz eine Hörspielbearbeitung von Die silberne Brücke von Axel Scheibchen. 1992 nahm der WDR die Bearbeitung von Scheibchen in der Regie von Manfred Brückner in sein Weihnachtsprogramm auf und sendete Die Silberne Brücke in zwei Teilen am 25. und 26. Dezember des Jahres. 1994 folgte eine Hörkassette zuerst im Verlag Modus Vivendi, im Jahr 2000 im Baumhaus-Verlag, Frankfurt am Main.
2004 erfolgte eine Neuausgabe des Buches durch den Maechler-Verlag, für die Peter Sodann das Vorwort schrieb. Die Illustrationen von Peter Maechler (1943–2013) auf jeder Doppelseite spielen eine wesentliche Rolle. Wegen der aufwändigen Ausstattung des Buches, unter anderem mit einem Umschlag aus blauem Samtvelours mit Goldprägung, wie er im Märchen selbst erwähnt wird, musste der Verlag am 15. November 2006 jedoch Insolvenz anmelden.

## Inhalt
Das Kinderbuch erzählt auf märchenhafte Weise von den Kindern Rose und Heinrich, die losziehen, um die Blaue Blume zu suchen, ohne die die Menschenherzen zu Stein werden und keine Freude mehr auf der Erde herrscht. Außerdem treibt das „Dicke Ende“ sein Unwesen, ein Ungeheuer, das die beiden Kinder verfolgt. Nur wer ein reines Herz hat, kann die Blaue Blume finden; nur Kinder sind dazu in der Lage.
Das Buch versteht es, Kindern von der Welt zu erzählen und ein wenig Philosophie einfach nahezubringen, etwa dass Menschen leicht auf andere hören und blind für viele Dinge sind.

## Hörbuch
Die Silberne Brücke erschien im Maechler-Verlag 2005 als Hörbuch mit vier von Volker Lechtenbrink besprochenen Audio-CDs. Lechtenbrink spricht alle Rollen selbst. Auf Musik und Geräusche wird weitgehend verzichtet.

## Ausgaben
- Hertha Vogel-Voll: Die Silberne Brücke. Verlag L. Ehlermann, Dresden, 1. Auflage 1949, 2. Auflage 1950
- Hertha Vogel-Voll: Die Silberne Brücke. Peter-Paul-Verlag, Feldberg, 1. Auflage 1951, 2. Auflage 1952
- Hertha Vogel-Voll: Das blaue Wunder. Altberliner Verlag Lucie Groszer, 1. Auflage 1956, 2. Auflage 1958
- Hertha Vogel-Voll: Die Silberne Brücke. Mit einem Vorwort von Peter Sodann. Maechler-Verlag, Altenfeld, 2004 ISBN 3-9809174-0-1
- Hertha Vogel-Voll: Die Silberne Brücke. Hörbuch gesprochen von Volker Lechtenbrink. Maechler, 2005 ISBN 3-9809174-4-4